# Große Syrte

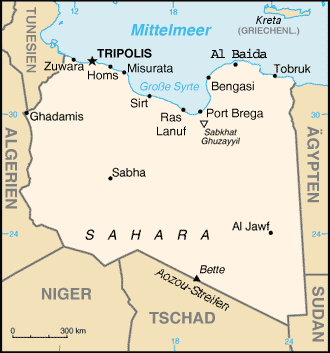
Geografische Lage Libyens

Die Große Syrte (Dschûnel Kebrit, auch Golf von Sidra) ist eine weite Bucht des Mittelmeeres an der Nordküste Libyens. Sie gehört zum Libyschen Meer und ist der südlichste Teil des Mittelmeeres. Der Name hat sich auch nach der Umbenennung der Kleinen Syrte in Golf von Gabès (vor Tunesien) erhalten.

## Geographie
Die Große Syrte erstreckt sich zwischen der Landspitze von Cephalae (Ras Kasr Hamet) bei Misurata in Tripolitanien (Westen) und der Landspitze von Boreum Ras Teyonas bei Bengasi in der Kyrenaika mit dem Plateau von Barka im Osten und weist eine Länge von 439 Kilometern auf, sowie eine maximale Breite von 180 Kilometern (Einbuchtung nach Süden). Die Flächenausdehnung beträgt rund 57.000 km².
An der Großen Syrte liegen die Städte Sirte, Ras Lanuf und Marsa el-Brega (al-Burayqah). Sie sind Umschlagplätze für den Erdölexport Libyens und über Pipelines mit dem Landesinneren verbunden.

## Geschichte

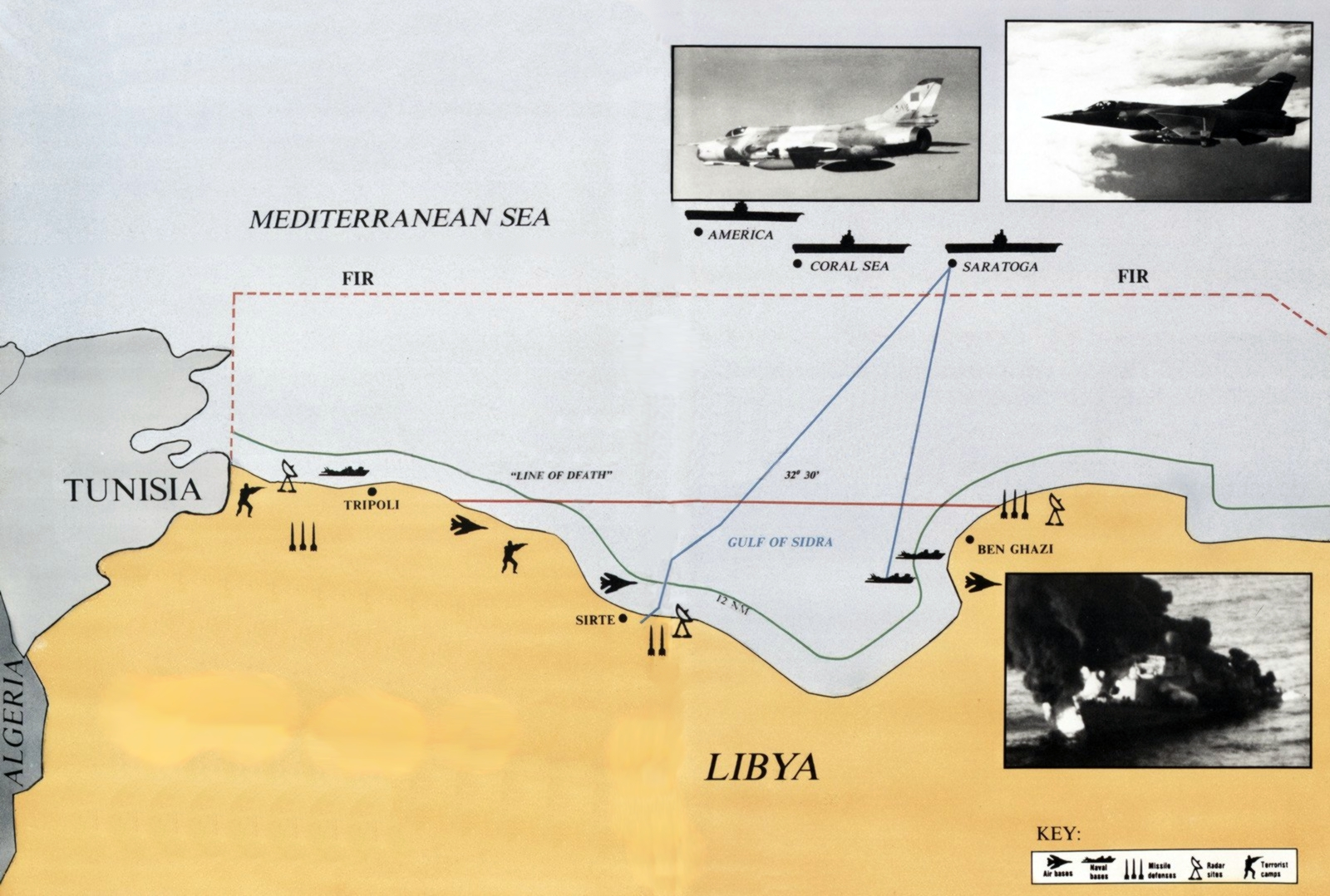
„Todeslinie“ auf 32°30' N in rot, 12-Meilen-Zone in grün eingezeichnet

Die Reichsteilung von 395, die das Römische Reich in West- und Ostrom teilte, teilte die Küste der großen Syrte unter den beiden Reichen auf.
Während des Zweiten Weltkrieges fanden zwei Gefechte zwischen Briten und Italienern im Golf von Syrte, das Erste und das Zweite Seegefecht im Golf von Syrte, statt.
Unter Berufung auf eigene Auslegungen des Seerechtsübereinkommens erklärte Libyen 1973 einen Großteil der Großen Syrte, nämlich den gesamten Bereich südlich des 32. Breitengrades (genauer: 32° 30' N; von Libyens ehemaligen Staatschef Muammar al-Gaddafi „Todeslinie“ genannt), zu seinen Hoheitsgewässern. Diese von den meisten nichtarabischen Staaten der Welt nicht anerkannte Ausbreitung in als international angesehene Gewässer führte wiederholt zu militärischen Auseinandersetzungen, obwohl außer von und nach Libyen gehenden Verbindungen keine internationalen Schifffahrtswege durch die Syrte verlaufen. Die im Mittelmeer stationierte 6. US-Flotte führte dort wiederholt Manöver (freedom of navigation exercises) durch, die Libyen in die Schranken weisen sollten. 1981 und 1989 wurden jeweils zwei libysche Kampfjets von im Mittelmeer stationierten Streitkräften der USA abgeschossen. 1986 wurden während der Operation Attain Document III / Prairie Fire in der Großen Syrte zwei libysche Kriegsschiffe durch US-Streitkräfte versenkt.